# Regaliz
O regaliz (Glycyrrhiza glabra L.) ou alcaçuz é uma espécie de planta com flor pertencente à família Fabaceae.
Possui raízes adocicadas, ricas em glicirrizina e das quais se obtém um extrato usado em confeitaria e em medicamentos para a tosse.

## Etimologia
"Alcaçuz" deriva do árabe 'arq as-süs. Glycyrrhiza deriva do grego γλυκὑῤῥιζα.

## Descrição
Trata-se de uma planta herbácea que cresce até 1 metro de altura, com folhas pinadas com cerca de 7-15 centímetros de comprimento, com 9 a 17 folíolos.
As flores têm 0,8–1,2 centímetros de comprimento, sendo de cores púrpuras ou de um azul esbranquiçado pálido, dispostas numa inflorescência.
O fruto é um legume oblongo de 2 a 3 centímetros de comprimento, contendo várias sementes.
As raízes são estoloníferas.
A primeira descrição científica da espécie foi publicada em Species Plantarum 2: 742. 1753.
O isoflaveno denominado glabreno e o isoflavano glabridina são encontrados na raiz, sendo classificados de xenoestrógenos.

## Portugal
Trata-se de uma espécie presente no território português, nomeadamente em Portugal Continental, onde é nativa.

## Proteção
Atualmente não encontra-se protegida por legislação portuguesa ou da Comunidade Europeia.

## Efeitos colaterais
É um inibidor natural da enzima 11BHSD, podendo gerar excesso aparente de mineralocorticoides (EAM).
Com uma retenção anormal de sódio, hipertensão e hipocaliémia.